# Миклас, Вильгельм
Вильгельм Миклас (нем. Wilhelm Miklas; 15 октября 1872 — 20 марта 1956) — австрийский политик. Президент Австрии с 1928 года до аннексии Австрии Германией в 1938 году.

## Биография
Родился в семье почтового чиновника в Кремс-ан-дер-Донау, изучал историю и географию в Венском университете.
С 1923 по 1928 год занимал пост председателя Национального совета Австрии. 10 декабря 1928 года он был избран президентом Австрии.
Миклас пытался провести амнистию заключённых нацистов, но это было отвергнуто национальной полицией во главе с Артуром Зейсс-Инквартом, через которого Гитлер проводил военные операции за границей. Миклас был вынужден уступить их требованиям и назначил Зейсс-Инкварта министром внутренних дел Австрии.
Миклас был крайне непопулярен среди австрийских нацистов, потому что он отверг отмену смертного приговора по отношению к убийцам канцлера Энгельберта Дольфуса после неудавшегося путча в 1934 году.
Немецкие запросы росли, и 11 марта 1938 года Герман Геринг потребовал назначить Зейсс-Инкварта федеральным канцлером Австрии, иначе немецкие войска перейдут границу Австрии на следующий же день.
Миклас отверг это предложение. После того, как Гитлер получил подтверждение от Муссолини о том, что он не будет вмешиваться, было объявлено, что немецкие войска вторгнутся в Австрию на следующий день. В полночь Миклас капитулировал и объявил Зейсс-Инкварта новым канцлером, но было уже слишком поздно. Когда немецкие войска пересекли границу, их встречали как героев.
13 марта 1938 года Миклас подал в отставку; исполняющим обязанности президента стал канцлер Зейсс-Инкварт, который и подписал закон о вхождении Австрии в состав нацистской Германии. После этого бывший президент был посажен под домашний арест и отстранён от политической жизни страны. Умер 20 марта 1956 года в Вене.